# خوان إغناسيو لونديرو
خوان إغناسيو لونديرو (مواليد 15 أغسطس 1993) هو لاعب تنس محترف أرجنتيني، أعلى تصنيف له في الفردي كان ال50 في نوفمبر 2019.

## روابط خارجية
- خوان إغناسيو لونديرو على موقع رابطة محترفي التنس (الإنجليزية)
- خوان إغناسيو لونديرو على موقع الاتحاد الدولي لكرة المضرب (الإنجليزية)
- خوان إغناسيو لونديرو على موقع كأس ديفيز (الإنجليزية)
- خوان إغناسيو لونديرو على موقع خلاصة التنس.كوم (الإنجليزية)
- خوان إغناسيو لونديرو على موقع إي إس بي إن.كوم (الإنجليزية)